# Politički katolicizam
Politički katolicizam je politička i kulturna doktrina koja promiče ideje i socijalni nauk Katoličke Crkve u javnome životu.

## Početci
Kao program i pokret, politički katolicizam javlja se prvi put kod pruskih katolika, u drugoj polovici 19. stoljeća, kao odgovor na liberalističke društvene tendencije. Glavni razlog je bio pokušaj kancelara Bismarcka da ograniči utjecaj Katoličke crkve i stavi ju pod nadzor države, prvo u Pruskoj, a onda i u ujedinjenoj Njemačkoj. Borba koja je nastala u povijesti je poznata kao Kulturkampf.
Iz Njemačke katoličko društveno gibanje širi se u Austro-Ugarsku, naročito u današnju Austriju, Ukrajinu, Sloveniju i Hrvatsku, gdje je znano kao Hrvatski katolički pokret.
U Europi se istodobno širi Katolička akcija, što je naziv za više organizacija i različitih grupacija katoličkih laika koje pokušavaju utjecati na društvo i politiku.
Poslije enciklike Rerum novarum (O novim stvarima) pape Lea XIII., iz 1891. godine, političko katoličko gibanje postaje snažnije i življe te se širi i na druga društvena područja, posebice u svijet rada. Tom enciklikom Katolička crkva pokazuje svoje zanimanje za socijalna, ekonomska, politička i kulturna pitanja, a naročito za radničko pitanje te poziva na radikalnu preobrazbu zapadnog, industrijskog društva, prožeta kapitalističkim i liberalističkim utjecajima. Katolički vjernici, predvođeni klerom, ulaze u aktivan društveni i politički život, angažirajući se u socijalnim problemima na kršćanskim, katoličkim načelima, suprotstavljajući se svjetovnom, sekulariziranom pristupu. Tako je naprimjer katolička aktivistkinja Mary Harris, s Nacionalnim katoličkim socijalnim koncilom, vodila borbu za ukidanje dječjeg rada u SAD-u na početku 20. stoljeća.

## Katolički pokreti u 20. stoljeću
Početkom 20. stoljeća katolički politički pokreti postaju vrlo snažni u Italiji, Španjolskoj, Njemačkoj, Austriji, Irskoj, Francuskoj i diljem Latinske Amerike. Svima njima je zajedničko obrana Katoličke crkve i njezina utjecaja, ugrožena napadima liberalističkih i protucrkvenih političara, kao i očuvanje katoličke vjere i moralnih vrjednota, napadanih od sekularizma i rastuće sekularizacije. Protivnici takvih nastojanja nazivali su te pokušaje i organizacije klerikalističkima.
Katolički pokreti razvijaju različit oblike demokršćanske ideologije. Mnogi kritiziraju divlji kapitalizam i promiču kršćanski socijalizam i ideju socijalne pravde. Liberali, kao i masoni, glavni su protivnici i oponenti političkog katolicizma te ga žustro napadaju. Tako su npr. u Meksiku zavladali ateisti i u dvadesetim godinama potpuno zabranili katolicizam i Crkvu, što je dovelo do otvorene kršćanske revolucije, jedinstvene u povijesti, nazvane Rat kristera (1926. – 1929.).
Neke od važnijih političkih stranaka bile su:
- Konzervativna katolička stranka Švicarske – 1848.,
- Katolička stranka u Belgiji – 1869.,
- Njemačka stranka centra (Centar) – 1870.,
- Slovenska pučka stranka – 1892.,
- Kršćanska socijalna stranka u Austriji – 1893.,
- Pučka liberalna akcija u Francuskoj – 1901.,
- Talijanska kršćansko-socijalna stranka – poč. 20. st.,
- Zajednička liga rimokatoličkih bijelaca u Nizozemskoj – 1904., koja prelazi u Rimokatoličku državnu stranku 1926.,
- Slovačka pučka stranka – 1918.,
- Talijanska pučka stranka – 1919.,
- Poljska kršćanska demokratska stranka – 1919.,
- Nacionalna liga za obranu vjerske slobode u Meksiku – 1924.

Osim političkih stranaka osnivani su i katolički sindikati, koji su zalagali za radnička prava. Neki od prvih takvih sindikata bili su:
- Sindikat tipografskih radnika u Španjolskoj (1897.);
- Konfederacija kršćanskih sindikata u Belgiji (1904.);
- Savez katoličkih radnika u Meksiku (1908.);
- Međunarodna federacija kršćanskih sindikata (IFCTO), u Haagu 1920., koja se je udružila u Međunarodno udruženje kršćanskih sindikata, osnovano u Zürichu 1908., a preko Svjetske konfederacije rada (WCL) prešla u današnju Međunarodnu konfederaciju sindikata (ITUC);
- Francuska konfederacija kršćanskih radnika (1919.);
- Mladi kršćanski radnici u Belgiji (1924.);
- Katolički radnički pokret u SAD-u (1933.).

Nakon Drugoga svjetskog rata, između ostalih, osnovani su:
- Talijanska konfederacija radničkih sindikata (1950.),
- Kršćanska sindikalna udruga Njemačke (1959.);
- Solidarnost u Poljskoj (1980.).

Mnogu radnici uključeni u radnički pokret pristupili su socijaldemokratskim i komunističkim strankama, koje su bile uglavnom ateističke i revolucionarne te izrazito antiklerikalne, protiveći se vjeri i Crkvi. Zbog toga su mnogi katolici podržavali desničarske vođe, kao npr. Francisca Franca u Španjolskoj i Antónija de Oliveire Salazara u Portugalu, kao i vojne režime u Latinskoj Americi.
Sve do Drugoga vatikanskog sabora Katolička crkva nije u potpunosti prihvatila koncept suvremene demokracije, pogotovo na društvenom i ekonomskom području, jer se je bojala protucrkvenih socijalističkih tendencija. Kad su pak i katolički socijalni aktivisti postali ljevičarski orijentirani, Crkva je to pokušavala spriječiti. Tako su Pokret svećenika radnika, u Francuskoj, 1940-ih i 1950-ih te tzv. teologija oslobođenja, u Latinskoj Americi, 1960-ih, 1970-ih i 1980-ih osuđene i ograničene na ekscese. Ali su zato pokreti za socijalnu pravdu tipa Pokreta katoličkih društvenih studija, u Australiji, 1940-ih i 1950-ih, iz kojeg se razvio kasniji Nacionalni građanski sabor (NCC), imali potpunu podršku crkvene hijerarhije.

## Politički katolicizam u 21. stoljeću
U vremenu nakon II. svjetskog rata, kršćansko sudjelovanje u politici je oslabjelo, a čak su i demokršćanske stranke po imenu izgubile svoj kršćanski svjetonazor.
Pojačan kršćanski angažman u Europi na početku 21. stoljeća pokazuju neke nove, manje stranke, kao naprimjer one udružene u Europski kršćanski politički pokret.

## U Hrvatskoj
U Hrvatskoj je početkom 20. st. zaživio Hrvatski katolički pokret, kao organizirano društveno djelovanje katoličkih laika, iz čega je 1919. iznikla Hrvatska pučka stranka, koja je djelovala sve do 1941.
Neovisno o HKP-u djelovala je na istim načelima u Banskoj Hrvatskoj Hrvatska kršćansko-socijalna stranka prava, od 1906. do 1910., a u Dalmaciji Čista stranka prava, od 1898. do 1908.
Nisu imale veći uspjeh ni utjecaj. Razloge treba tražiti u tome što je Pučka stranka bila izrazito klerikalna i nije se uspjela proširiti u narodne mase, a pravaške stranke su dijelile sudbinu stalnih pravaških raskola i sukoba.
Od nastanka samostalne Hrvatske 1991. godine Katolička crkva u Hrvatskoj pokušava promicati svoje vrijednosti u društvu, često uz suradnju konzervativnih političkih stranaka i katoličkih udruga. Neke od vrijednosti i inicijativa su;
- neradna nedjelja
- lustracija i kažnjavanje zločina iz vremena komunizma
- vjeronauk u školama
- (katolički) spolni odgoj u školama
- zaštita braka kao zajednice muškarca i žene, protivljenje homoseksualnim brakovima (istospolnim zajednicama)
- zaštita života od začeća do prirodne smrti, tj. protivljenje pobačaju, umjetnoj/medicinski pomognutoj oplodnji i eutanaziji
- prirodne metode u planiranju obitelji i liječenju neplodonosti i protivljenje umjetnim kontracepcijskim metodama, osobito abortivnim kao npr. spirala koja se smatraju ubojstvom i teškim grijehom

## U Bosni i Hercegovini
U Bosni i Hercegovini je na početku 20. stoljeća djelovala Hrvatska katolička udruga (Hrvatska katolička zajednica), kao nacionalna i vjerska politička stranka Hrvata katolika.